# Otterfing
Otterfing è un comune tedesco di 4 425 abitanti, situato nel land della Baviera.